# 小奧里霍韋
51°51′43″N 24°42′17″E / 51.86194°N 24.70472°E
小奧里霍韋（烏克蘭語：Мале Оріхове），是烏克蘭的村落，位於該國西部沃倫州，由科韋利區負責管轄，面積0.69平方公里，海拔高度150米，2001年人口78，人口密度每平方公里112.55人。